# Gonodes albifascia
Gonodes albifascia är en fjärilsart som beskrevs av George Francis Hampson 1918. Gonodes albifascia ingår i släktet Gonodes och familjen nattflyn. Inga underarter finns listade i Catalogue of Life.